# Augusta longifolia
Espèce
Augusta longifolia est une espèce de plante de la famille des Rubiaceae originaire du Brésil.